# Ядка
Всеки плод, който се намира в рамките на черупката и може да се използва като храна се разглежда като ядка.
Някои плодове и семена, които не отговарят на ботаническата дефиниция, но са ядки в кулинарен смисъл:
- Семейство Розови (Rosaceae)
  - Бадем (Prunus amygdalus)
- Семейство Острицови (Cyperaceae)
  - Чуфа (Cyperus esculentus)
- Семейство Anacardiaceae
  - Кашу (Anacardium occidentale)
  - Шамфъстък (Pistacia vera)
- Семейство Lythraceae
  - Джулюн (Trapa natans)
- Семейство Бобови (Leguminosae)
  - Сминдух (Trigonella foenum-graecum)
  - Фъстък (Arachis hypogaea)
- Семейство Lecythidaceae
  - Бразилски орех (Bertholletia excelsa)
  - Райски орех (Lecythis)
- Семейство Proteaceae
  - Макадамия (Macadamia integrifolia)
  - Гевуина (Gevuina avellana)
- Семейство Слезови (Malvaceae)
  - Малабарски кестен (Pachira aquatica)
- Семейство Млечкови (Euphorbiaceae)
  - Монгонго (Ricinodendron rautanenii)
  - Маслено дърво (Aleurites moluccana)
- Семейство Палмови (Arecaceae)
  - Кокосов орех (Cocos nucifera)
- Семейство Борови (Pinaceae)
  - Кедров орех (Pínus sibírica)
- Семейство Sapindaceae
  - Конски кестен (Aesculus)

## Хранителна стойност
Ядките са незаменима храна от здравословното и рационално хранене на човек. Те съдържат много витамини, минерали и микроелементи, които са жизненоважни за организма.